# Wladimir Dmitrijewitsch Kusnezow
Wladimir Dmitrijewitsch Kusnezow (russisch Владимир Дмитриевич Кузнецов, engl. Transkription Vladimir Kuznetsov; * 2. April 1931 in Leningrad; † 29. August 1986) war ein sowjetischer Speerwerfer.
Bei den Europameisterschaften 1954 in Bern gewann er die Silbermedaille, und bei den Europameisterschaften 1958 wurde er Sechster.
Bei den Olympischen Spielen wurde er 1952 in Helsinki Sechster, 1956 in Melbourne Zwölfter und 1964 in Tokio Achter.
1961 wurde er sowjetischer Meister.